# Eurycope quadratifrons
Eurycope quadratifrons är en kräftdjursart som beskrevs av Yakov Avadievich Birstein 1969. Eurycope quadratifrons ingår i släktet Eurycope och familjen Munnopsidae. Inga underarter finns listade i Catalogue of Life.